# Macario contro Zagomar
Macario contro Zagomar è un film del 1944 diretto da Giorgio Ferroni. È una "commedia fanta-poliziesca" ispirata ai romanzi d'appendice su Fantômas.

## Trama
Dopo avere rapito la figlia di uno scienziato, l'inafferrabile bandito Zagomar, che opera indisturbato nei bassifondi di Parigi, viene contrastato da Macario, assistente del professore. Il bandito progetta addirittura di impossessarsi dell'ultima invenzione dello scienziato, una macchina del tempo. Il giovane Macario dopo varie vicissitudini avrà la meglio sul malvivente.

## Produzione
Il film, girato negli stabilimenti della Titanus alla Farnesina durante la seconda guerra mondiale, era stato preannunciato col titolo Macario contro Fantomas.

## Critica
(Fantafilm)